# 俄罗斯联邦内务部
俄罗斯联邦内务部（俄羅斯文：Министерство внутренних дел，缩写：МВД），俄罗斯联邦政府组成部门之一。為負責維持俄羅斯國內治安的執法機關，俄罗斯联邦内务部的总部位于莫斯科。现任内务部部长为弗拉基米尔·科洛科利采夫，於2012年5月21日上任。

## 机构设置
俄罗斯联邦内务部内设：
- 俄罗斯联邦麻醉品监管总局（英语：Main Directorate for Drugs Control）
- 俄罗斯联邦移民局（英语：Main Directorate for Migration Affairs (Russia)）
- 俄罗斯联邦内务部刑侦总局（俄语：Главное управление уголовного розыска МВД РФ）
  - 一处：总局办公室
  - 二处：刑侦指导
  - 三处：不详
  - 四处：大要案处
  - 五处：涉枪涉爆案件与防控
  - 六处：民族冲突、防暴
  - 七处：侵犯个人财产案件
  - 八处：国有财产被盗被骗
  - 九处：车辆被盗、走私、交通事故
  - 十处：失踪人员
  - 十一处：文化遗产（文物）案件
  - 十二处：涉外国人案件
  - 技术局
  - 警犬局
  - 干部教育局
- 俄罗斯联邦国家道路交通安全检查总局（英语：General Administration for Traffic Safety）
- 俄罗斯联邦公共安全和行政管理互动协调总局（俄语：Главное управление по обеспечению охраны общественного порядка МВД России）
- 俄罗斯联邦打击极端主义总局（俄语：Главное управление по противодействию экстремизму МВД России）
- 俄联邦国内安全总局（俄语：Главное управление собственной безопасности МВД России）
- 俄罗斯联邦交通基础设施总局（俄语：Главное управление на транспорте）
- 俄罗斯联邦经济安全和反腐总局（俄语：Главное управление экономической безопасности и противодействия коррупции）
- 俄联邦内务部调查部（俄语：Следственный департамент МВД России）
- 俄联邦内务部公共服务和人事部（俄语：Департамент государственной службы и кадров）
- 俄联邦内务部公民和组织的档案工作部（俄语：Департамент делопроизводства и работы с обращениями граждан и организаций）
- 俄联邦内务部信息技术、通信和信息保护部（俄语：Департамент информационных технологий, связи и защиты информации）
- 俄联邦内务部后勤与医疗保障部（俄语：Департамент по материально-техническому и медицинскому обеспечению）
- 俄联邦内务部财务经济政策和社会保障部（俄语：Департамент по финансово-экономической политике и обеспечению социальных гарантий）
- 俄联邦内务部条约和法律部（俄语：Правовой департамент МВД России）
- 俄联邦内务部组织分析部（俄语：Организационно-аналитический департамент）（以前是组织与监察部）
- 俄联邦内务部特种技术案件局（俄语：Бюро специальных технических мероприятий）
  - 俄联邦内务部“K”管理局（俄语：Управление «К»）
- 俄联邦内务部在国家保护下的人员安全管理局（俄语：Управление по обеспечению безопасности лиц, подлежащих государственной защите）
- 俄联邦内务部与民间社会和媒体互动管理局（俄语：Управление по взаимодействию с институтами гражданского общества и СМИ）
- 俄联邦内务部重大国际性和群众性体育赛事公共安全管理局（俄语：Управление по обеспечению безопасности крупных международных и массовых спортивных мероприятий） (即 «奥林匹克-2014»)
- 俄联邦内务部组织和工作人员管理局（俄语：Организационно-штатное управление）
- 俄联邦内务部控制和审计管理局（俄语：Контрольно-ревизионное управление）
- 俄联邦内务部调查管理局（俄语：Управление организации дознания）
- 俄联邦内务部行动管理局（俄语：Оперативное управление）
- 俄联邦内务部国际刑警组织国家中心局（俄语：Национальное центральное бюро Интерпола МВД России）
- 俄联邦内务部学术管理中心（MIA Academy of Management）
- 俄罗斯联邦内务部全俄职员高级培训学院：1931年成立民警高等学校。1953年成立内务部高等学校。1973年改组为内务部科学学院。
  - 一系：高级管理干部培训
  - 二系：中级管理干部培训
  - 三系：培养高级教育人才和科技人才。设研究生班和博士点。
  - 四系：外籍人员进修
  - 五系：在职干部进修
  - 六系：师资培训
- 俄罗斯内务部全俄研究所（俄语：Всероссийский научно-исследовательский институт МВД России）：：1945年成立。犯罪学研究、公共安全立法研究、刑侦研究。
- 俄联邦内务部信息与分析总中心（俄语：Главный информационно-аналитический центр）
- 俄联邦内务部运输管理与支持总中心（俄语：Главный центр административно-хозяйственного и транспортного обеспечения）
- 俄联邦内务部通信与信息安全总中心（俄语：Главный центр связи и защиты информации）
- 俄联邦内务部特种运输总中心（俄语：Главный центр специальных перевозок）
- 俄联邦内务部特殊机械和通信办公室（FSO "Special machinery and Communication"）
- 俄联邦内务部联合编辑办公室（FSO MIA Joint Editorial Office）
- 俄罗斯内务部警犬中心Police Dog Center of the Russian MIA
- 俄罗斯联邦内务部预算机构部计量支持中心（Federal Budgetary Institution Center of Metrological Support of the Ministry of Internal Affairs of the Russian Federation）
- 俄罗斯内务部道路安全特种部队中心（Special Forces Center For Road Safety of the Russian MIA
- 俄罗斯内务部法医中心（俄语：Экспертно-криминалистический центр МВД России）
- 俄罗斯内务部社会工作中心（Center for Social Work of the Russian MIA）
- 俄罗斯内务部道路安全问题研究院（Research Institute for Road Safety Problems of the Russian MIA）
- 刑事鉴定中心：1919年在内务部侦察中心设立司法鉴定室。1922年5月称为刑警科学技术处。1940年科学技术处从刑警中独立出来。1964年刑事鉴定部门与计算技术、通信技术等部门合并为行动技术处。1981年在民警机构内恢复刑事鉴定处。1993年从刑警中独立出来，成为内务部直属机构。
  - 组织管理部
    - 刑事鉴定机构组织指导科
    - 刑事鉴定机构技术与信息保障科
    - 自动化鉴定作业技术保障科
    - 犯罪调查技术保障科

  - 技术部
    - 弹道科
    - 指纹科
    - 痕检科
    - 文检科
    - 声纹科
    - 摄影技术鉴定科
    - 肖像鉴定科
    - 药物麻醉品鉴定科
    - 人体组织物质鉴定科
    - 材料、制品鉴定科
    - 爆炸鉴定科

  - 科学研究试验室
- 内务部信息中心：1976年由内务部图书馆改制。

## 历任部长
- Viktor Yerin (Виктор Ерин)（1992年1月15日－1995年6月30日）
- Anatoly Kulikov (Анатолий Куликов)（1995年7月6日－1998年3月23日）
- 谢尔盖·斯捷帕申 (Сергей Степашин)（1998年3月30日－1999年5月12日）
- Vladimir Rushailo (Владимир Рушайло)（1999年5月21日－2001年3月28日）
- 鲍里斯·格雷兹洛夫 (Борис Грызлов)（2001年3月28日－2003年12月24日）
- Rashid Nurgaliyev (Рашид Нургалиев)（2003年12月24日－2012年5月21日）
- 弗拉基米爾·科洛科利采夫 (Владимир Колокольцев)（2012年5月21日－）

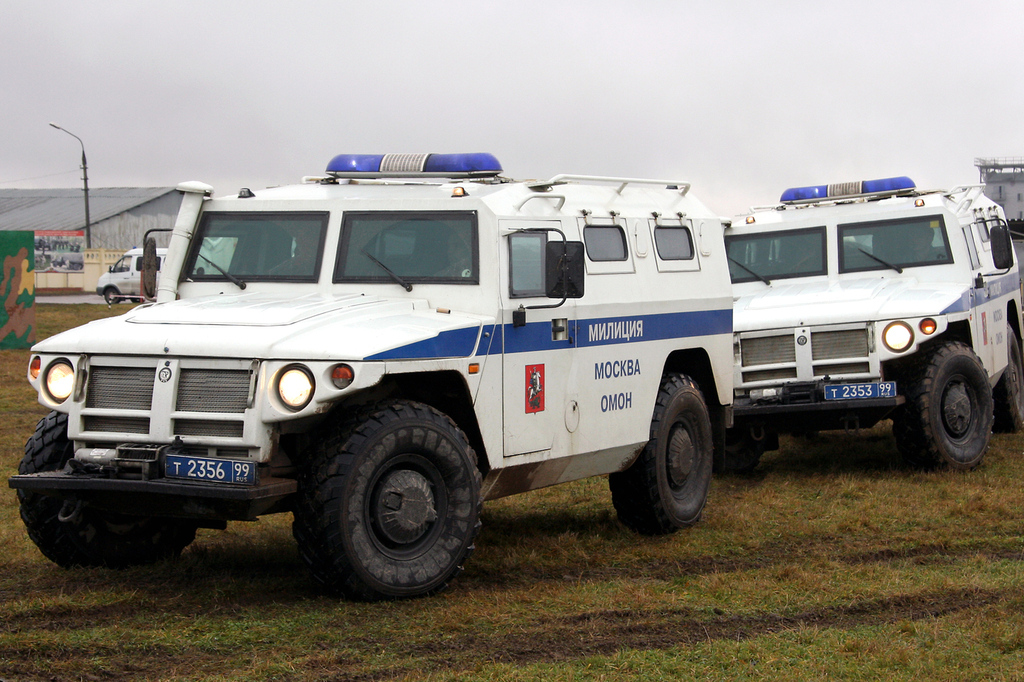
俄羅斯聯邦內務車輛(GAZ猛虎車)